# 御井郡
- 令制国一覧 > 西海道 > 筑後国 > 御井郡
- 日本 > 九州地方 > 福岡県 > 御井郡

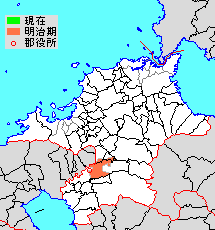
福岡県御井郡の位置

御井郡（みいぐん）は、福岡県（筑後国）にあった郡。

## 郡域
1878年（明治11年）に行政区画として発足した当時の郡域は、下記の区域にあたる。
- 久留米市の一部（概ね梅満町、西町、花畑、江戸屋敷、野伏間、藤光町、上津町より北東かつ北野町各町、太郎原町、山川町、御井町、高良内町以西[2]）
- 小郡市の一部（平方・光行・八坂・下西鯵坂・上西鯵坂・赤川）
- 三井郡大刀洗町の一部（三川・西原・守部・菅野・冨多・中川）

## 歴史

### 古代

#### 式内社
『延喜式』神名帳に記される郡内の式内社。古代は三井郡とも表記された。
| 神名帳                     | 神名帳                                | 神名帳 | 神名帳                 | 比定社                   | 比定社                | 比定社           | 集成 |
| 社名                       | 読み                                  | 格     | 付記                   | 社名                     | 所在地                | 備考             | 集成 |
| -------------------------- | ------------------------------------- | ------ | ---------------------- | ------------------------ | --------------------- | ---------------- | ---- |
| 三井郡 3座（大2座・小1座） |                                       |        |                        |                          |                       |                  |      |
| 高良玉垂命神社             | タカンラノタマタレノ- カワラ- カハラ- | 名神大 |                        | 高良大社                 | 福岡県久留米市御井町1 | 筑後国一宮       |      |
| 伊勢天照御祖神社           | -アマテラスミオヤノ                   | 小     |                        | 伊勢御祖神社             | 福岡県久留米市御井町1 | 高良大社境内末社 |      |
| 伊勢天照御祖神社           | -アマテラスミオヤノ                   | 小     | （論）伊勢天照御祖神社 | 福岡県久留米市大石町312  |                       |                  |      |
| 豊比咩神社                 | トヨヒメノ                            | 名神大 |                        | 高良大社                 | 福岡県久留米市御井町1 |                  |      |
| 豊比咩神社                 | トヨヒメノ                            | 名神大 | （論）豊姫神社         | 福岡県久留米市上津町     | 天満神社境内社        |                  |      |
| 豊比咩神社                 | トヨヒメノ                            | 名神大 | （論）豊姫神社         | 福岡県久留米市北野町大城 |                       |                  |      |
| 豊比咩神社                 | トヨヒメノ                            | 名神大 | （参）八幡神社         | 福岡県久留米市北野町赤司 |                       |                  |      |
| 凡例を表示                 |                                       |        |                        |                          |                       |                  |      |

### 近世以降の沿革
- 明治初年時点では全域が筑後久留米藩領であった。「旧高旧領取調帳」に記載されている明治初年時点での村は以下の通り[3]。（2町70村）

久留米城下（旧郭内、櫛原小路、鉄砲小路、寺町、三本松町、紺屋町、新町、通町、通外町、十間屋敷、新郭）、府中町、出目村、宗崎村、高良内村、藤山村、藤田浦村、光勝寺村、上津荒木村、国分村、和泉村、下弓削村、神代村、阿志岐村、太郎原村、石崎村、上弓削村、草場村、鳥巣村、高良村、十郎丸村、今山村、中村、陣屋村、千代島村、中島村、塚島村、仁王丸村、稲数村、赤司村、山須村、乙丸村、乙吉村、大城村、鏡村、高島村、八重亀村、守部村、西原村、下西鯵坂村、上東鯵坂村、下東鯵坂村、赤川村、荒瀬村、宮地村、国分寺村、五郎丸村、高野村、小森野村、櫛原村、市上村、枝光村、野中村、東久留米村、森村、恋ノ段村、古賀村、八町島村、光行村、平方村、上西鯵坂村、安永村、染村、江戸村、新田村、下川村、徳次村、松木村、吉竹村、菅野村、友光村、千原村
- 明治4年
  - 7月14日（1871年8月29日） - 廃藩置県により、久留米県の管轄となる。
  - 11月14日（1871年12月25日） - 第1次府県統合により、全域が三潴県の管轄となる。
- 明治6年（1873年）
  - 6月12日 - 久留米城下の町名の改正が行われる。[5]

- 篠山町 ← 旧郭内
- 櫛原町 ← 櫛原小路

- 蛍川町 ← 鉄砲小路
- 日吉町 ← 十間屋敷、新郭

- 明治9年（1876年） - 三潴県により以下の町村の統合が行われる。（2町48村）

- 御井町 ← 府中町、出目村、宗崎村
- 藤光村 ← 藤田浦村、光勝寺村
- 足穂村 ← 和泉村、下弓削村
- 山川村 ← 神代村、阿志岐村
- 大杜村 ← 草場村、森村
- 金島村 ← 鏡村、高島村

- 八坂村 ← 上東鯵坂村、下東鯵坂村
- 宮瀬村 ← 荒瀬村、宮地村、国分寺村
- 合川村 ← 高野村、市上村、枝光村
- 若松村 ← 恋ノ段村、古賀村
- 中川村 ← 安永村、染村
- 冨多村 ← 江戸村、新田村、下川村

- 山須村が赤司村に、徳次村・松木村・吉竹村・友光村・千原村が菅野村にそれぞれ合併。
- 8月21日 - 第2次府県統合により福岡県の管轄となる。

- 明治11年（1878年）11月1日 - 郡区町村編制法の福岡県での施行により、行政区画としての御井郡が発足。「御井御原山本郡役所」が久留米に設置され、御原郡・山本郡とともに管轄。それにともない久留米城下のうち元々本郡に属した10町（篠山町、三本松町、紺屋町、新町、櫛原町、蛍川町、寺町、日吉町、通町、通外町）に加え、三潴郡に属する19町（両替町、片原町、米屋町、鍛冶屋町、細工町、田町、呉服町、魚屋町、京町、洗町、瀬ノ下町、今町、築島町、築島新町、庄島町、苧扱川町、裏町、原古賀町、小頭町）と5村(西久留米村、白山村、大石村、長門石村、梅満村)の所属郡を本郡に変更。

- 明治22年（1889年）4月1日

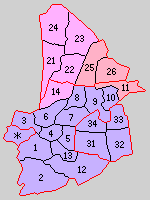
1.国分村 2.上津荒木村 3.節原村 4.合川村 5.山川村 6.宮ノ陣村 7.弓削村 8.北野村 9.大城村 10.金島村 11.大堰村 12.高良内村 13.御井町 14.味坂村（紫：久留米市 桃：小郡市 赤：三井郡大刀洗町 ＊：発足時の久留米市 21 - 26は御原郡 31 - 34は山本郡）

  - 市制の施行により、久留米城下[6]および櫛原村［南薫通（南薫町）・国道両側（南薫西町）］・東久留米村［国道両側添（通東町）］・白山村［縄手通筋（（縄手町））］・西久留米村［小頭町字片原添］の区域をもって久留米市が発足し、郡より離脱。同時に白山村の残余と大石村・長門石村・梅満村の4村は再び三潴郡に復した。
  - 町村制の施行により、残部に以下の町村が発足。特記以外は全域が現・久留米市。（1町13村）
    - 国分村 ← 東久留米村［国道両側添を除く］、野中村、国分村、西久留米村［小頭町字片原添を除く］
    - 上津荒木村 ← 上津荒木村、藤山村、藤光村
    - 節原村 ← 小森野村、櫛原村［南薫通・国道両側を除く］、合川村［一部］
    - 合川村 ← 合川村［大部分］、足穂村
    - 山川村 ← 山川村、太郎原村
    - 宮ノ陣村 ← 宮瀬村、五郎丸村、大杜村、若松村、八町島村
    - 弓削村 ← 上弓削村、石崎村、鳥巣村、高良村
    - 北野村 ← 十郎丸村、今山村、中村、陣屋村
    - 大城村 ← 大城村、乙吉村、乙丸村、赤司村、稲数村、仁王丸村、塚島村、中島村、千代島村
    - 金島村 ← 金島村、八重亀村、中川村［大部分］、守部村［一部］、冨多村［一部］
    - 大堰村 ← 菅野村、西原村、守部村［大部分］、冨多村［大部分］、中川村［一部］、竹野郡八幡村［字中洲］、三川村（現・三井郡大刀洗町）
    - 高良内村（単独村制）
    - 御井町（単独町制）
    - 味坂村 ← 平方村、光行村、八坂村、上西鯵坂村［字川向を除く］、下西鯵坂村、赤川村、御原郡福童村［字小福童］[7]（現・小郡市）
    - 上西鰺坂村の一部（字川向）が御原郡小郡村の一部となる[7]。
- 明治29年（1896年）4月1日 - 郡制の施行のため、「御井御原山本郡役所」の管轄区域をもって三井郡が発足。同日御井郡廃止。

## 行政
御井・御原・山本郡長
| 代 | 氏名 | 就任年月日                | 退任年月日                | 備考                                   |
| -- | ---- | ------------------------- | ------------------------- | -------------------------------------- |
| 1  |      | 明治11年（1878年）11月1日 |                           |                                        |
|    |      |                           | 明治29年（1896年）3月31日 | 御原郡・山本郡との合併により御井郡廃止 |